# Wim Suurbier
Wilhelmus «Wim» Lourens Johannes Suurbier (Eindhoven, 16 de enero de 1945-Ámsterdam, 12 de julio de 2020) fue un futbolista y entrenador neerlandés.

## Trayectoria
Suurbier comenzó su carrera futbolística en las categorías inferiores del Ajax Ámsterdam y después se mantuvo como profesional en este club durante trece años. En 1978 fichó por el Schalke 04 y después fue cambiando de club cada año. El siguiente equipo fue el FC Metz, Los Angeles Aztecs, el Sparta Rotterdam y el Golden Bay Earthquakes donde se retiró.

## Selección nacional
Fue internacional con la Selección de fútbol de los Países Bajos en sesenta ocasiones en las que marcó tres goles.

### Participaciones en Copas del Mundo
| Mundial                        | Sede      | Resultado  |
| ------------------------------ | --------- | ---------- |
| Copa Mundial de Fútbol de 1974 | Alemania  | Subcampeón |
| Copa Mundial de Fútbol de 1978 | Argentina | Subcampeón |

## Clubes
| Club                   | País           | Año       |
| ---------------------- | -------------- | --------- |
| Ajax Ámsterdam         | Países Bajos   | 1964-1977 |
| Schalke 04             | Alemania       | 1978      |
| FC Metz                | Francia        | 1978-1979 |
| Los Angeles Aztecs     | Estados Unidos | 1979-1981 |
| Sparta Rotterdam       | Países Bajos   | 1981      |
| Golden Bay Earthquakes | Estados Unidos | 1982-1983 |
| Tampa Bay Rowdies      | Estados Unidos | 1986-1987 |

## Palmarés

### Títulos nacionales
| Título                   | Equipo         | País         | Año     |
| ------------------------ | -------------- | ------------ | ------- |
| Eredivisie               | Ajax Ámsterdam | Países Bajos | 1965-66 |
| Eredivisie               | Ajax Ámsterdam | Países Bajos | 1966-67 |
| Copa de los Países Bajos | Ajax Ámsterdam | Países Bajos | 1967    |
| Eredivisie               | Ajax Ámsterdam | Países Bajos | 1967-68 |
| Eredivisie               | Ajax Ámsterdam | Países Bajos | 1969-70 |
| Copa de los Países Bajos | Ajax Ámsterdam | Países Bajos | 1970    |
| Copa de los Países Bajos | Ajax Ámsterdam | Países Bajos | 1971    |
| Copa de los Países Bajos | Ajax Ámsterdam | Países Bajos | 1972    |
| Eredivisie               | Ajax Ámsterdam | Países Bajos | 1971-72 |
| Eredivisie               | Ajax Ámsterdam | Países Bajos | 1972-73 |
| Eredivisie               | Ajax Ámsterdam | Países Bajos | 1976-77 |

### Títulos internacionales
| Título                | Equipo         | País         | Año  |
| --------------------- | -------------- | ------------ | ---- |
| Copa de Europa        | Ajax Ámsterdam | Países Bajos | 1971 |
| Copa de Europa        | Ajax Ámsterdam | Países Bajos | 1972 |
| Supercopa de Europa   | Ajax Ámsterdam | Países Bajos | 1972 |
| Copa Intercontinental | Ajax Ámsterdam | Países Bajos | 1972 |
| Supercopa de Europa   | Ajax Ámsterdam | Países Bajos | 1973 |
| Copa de Europa        | Ajax Ámsterdam | Países Bajos | 1973 |

## Muerte
Falleció en Ámsterdam el 12 de julio de 2020 a los setenta y cinco años a consecuencia de una hemorragia cerebral.